# تسلا رودستر (نسل دوم)
تسلا رودستر (انگلیسی: Tesla Roadster) یک خودروی برقی اسپرت است که توسط شرکت تسلا موتورز تولید خواهد شد. این خودرو با شتاب ۰ تا ۶۰ مایل بر ساعت (۰ تا ۹۷ کیلومتر بر ساعت) در ۱٫۹ ثانیه، یک خودروی مجاز به خیابان‌روی مونتاژ شده سریع است. از این خودرو در نوامبر ۲۰۱۷ رونمائی شد. نام رودستر این خودرو از یکی از خودروهای قدیمی تسلا به نام تسلا رودستر گرفته شده‌است.